# Punto singular de una curva

Tres caracoles de Pascal ilustran los tipos de puntos dobles. La curva de la izquierda posee un acnodo en el origen, el cual es un punto aislado en el plano. La curva central, la cardioide, posee una cúspide en el origen. La curva de la derecha posee un crunodo en el origen y la curva se cruza a sí misma formando un lazo

En geometría, un punto singular de una curva es aquel en el cual la curva no queda expresada por una función continuamente diferenciable de un parámetro. La definición precisa de un punto singular depende del tipo de curva en consideración.

## Curvas algebraicas en el plano
Las curvas algebraicas en el plano pueden quedar definidas por un conjunto de puntos (x, y) que obedecen a una ecuación del tipo f(x, y)=0, donde f es una función polinómica f:R2→R. Si f se desarrolla como
{\displaystyle f=a_{0}+b_{0}x+b_{1}y+c_{0}x^{2}+2c_{1}xy+c_{2}y^{2}+\dots \,}
Si el origen (0, 0) se encuentra en la curva entonces a0=0. Si b1≠0 entonces el teorema de la función implícita garantiza que existe una función continuamente diferenciable h es tal que la curva toma la forma y=h(x) cerca del origen. De manera similar, si b0≠0 entonces existe una función continuamente diferenciable k tal que la curva posee la forma x=k(y) cerca del origen. En cualquiera de los dos casos, existe un mapeo continuamente diferenciable desde R al plano que define la curva en las proximidades del origen. Nótese que en el origen se tiene
{\displaystyle b_{0}={\partial f \over \partial x},\,b_{1}={\partial f \over \partial y},}
por lo que la curva no es singular o regular en el origen si por lo menos una de las derivadas parciales de f no es nula. Los puntos singulares son aquellos puntos de la curva donde ambas derivadas parciales se anulan,
{\displaystyle f(x,y)={\partial f \over \partial x}={\partial f \over \partial y}=0.}

### Puntos regulares
Supongamos que la curva pasa por el origen y escribamos y=mx. Entonces f se puede expresar como
{\displaystyle f=(b_{0}+mb_{1})x+(c_{0}+2mc_{1}+c_{2}m^{2})x^{2}+\dots .\,}
Si b0+mb1 no es 0 entonces f=0 posee una solución de multiplicidad 1 en x=0 y el origen es un punto de contacto simple con la línea y=mx. Si b0+mb1=0 entonces f=0 posee una solución de multiplicidad 2 o superior y la línea y=mx, o b0x+b1y=0, es tangente a la curva. En este caso, si c0+2mc1+c2m2 no es 0 entonces la curva posee un punto de doble contacto con y=mx. Si el coeficiente de x2, c0+2mc1+c2m2, es 0 pero el coeficiente de x3 no lo es entonces el origen es un punto de inflexión de la curva. Si el coeficiente de x2 y x3 son ambos 0 entonces el origen se denomina punto de undulación de la curva. Este análisis puede ser aplicado a todo punto de una curva trasladando los ejes coordenados de forma que el origen se encuentre en el punto que se desea estudiar.

### Puntos dobles
Si b0 y b1 son ambos 0 en la expansión precedente, pero si por lo menos uno de  c0, c1, c2 no es 0 entonces el origen es denominado un punto doble de la curva. Nuevamente haciendo y=mx, f se puede expresar como
{\displaystyle f=(c_{0}+2mc_{1}+c_{2}m^{2})x^{2}+(d_{0}+3md_{1}+3m^{2}d_{2}+d_{3}m^{3})x^{3}+\dots .\,}
Los puntos dobles pueden ser clasificados según las soluciones de c0+2mc1+m²c2=0.

#### Crunodos
Si c0+2mc1+m²c2=0 posee dos soluciones reales para m, o sea si c0c2−c12<0, entonces el origen es denominado un crunodo. En este caso la curva se cruza a sí misma en el origen y posee dos tangentes diferentes correspondientes a las dos soluciones de c0+2mc1+m²c2=0. En este caso la función f posee un punto de ensilladura en el origen.

#### Acnodos
Si c0+2mc1+m2c2=0 no posee soluciones reales para m, o sea si c0c2−c12>0, entonces el origen es denominado un acnodo. En el plano real el origen es un punto aislado en la curva, sin embargo si la curva es analizada como una curva compleja el origen no se encuentra aislado y tiene dos tangentes imaginarias correspondientes a las dos soluciones complejas de c0+2mc1+m2c2=0. En este caso la función f posee un extremo local en el origen.

#### Cúspides
Si c0+2mc1+m2c2=0 posee una sola solución de multiplicidad 2 para m, o sea si c0c2−c12=0, entonces el origen es denominado una cúspide. En este caso la curva cambia de dirección en el origen creando un punto aguzado. La curva posee una única tangente en el origen la cual puede ser considerada como dos tangentes coincidentes.

#### Otras clasificaciones
El término nodo se utiliza para referirse a un crunodo o un acnodo, o sea un punto doble que no es una cúspide. El número de nodos y el número de cúspides en una curva son dos invariantes utilizados en la fórmula de Plücker.
Si una de las soluciones de c0+2mc1+m²c2=0 es también una solución de  d0+3md1+3m2d2+m3d3=0 entonces la rama correspondiente de la curva posee un punto de inflexión en el origen. En este caso al origen se lo denomina flecnodo. Si ambas tangentes poseen esta propiedad, entonces c0+2mc1+m²c2 es un factor de d0+3md1+3m2d2+m3d3, entonces el origen es denominado  biflecnodo.

### Puntos múltiples

Curva con un punto triple en el origen.

En general, si todos los términos con grado inferior que k son 0, y por lo menos un término de grado k no es 0 en f, entonces se dice que la curva tiene un punto múltiple de orden k o un punto k-ésimo. En general la curva tendrá, k tangentes en el origen si bien algunas de dichas tangentes pueden ser imaginarias.

## Curvas paramétricas
Una curva parametrizada en R2 se define como la imagen de una función g:R→R2, g(t) = (g1(t),g2(t)). Los puntos singulares son aquellos puntos donde
{\displaystyle {dg_{1} \over dt}={dg_{2} \over dt}=0.}

Una cúspide

Muchas curvas se pueden definir de las dos formas, pero ambas definiciones pueden no concordar. Por ejemplo la cúspide puede definirse como una curva algebraica, x3−y2 = 0, o como una curva parametrizada, g(t) = (t2,t3). Ambos definiciones indican un punto singular en el origen.  Sin embargo, un nodo tal como el de y2−x3−x2 = 0 en el origen es una singularidad de la curva considerada como una curva algebraica, pero si la parametrizamos como g(t) = (t2−1,t(t2−1)), entonces g′(t) nunca se anula, y por lo tanto el nodo no es una singularidad de la curva parametrizada definida anteriormente.

Las definiciones anteriores pueden extenderse para abarcar curvas implícitas, que se definen como el conjunto de ceros f−1(0) de una función continuamente diferenciable, y no es necesario solo considerar variedades algebraicas. Las variables pueden extenderse para cubrir curvas en dimensiones más altas.
El teorema de Hassler Whitney establece que:
| Teorema de Hassler Whitney Cualquier conjunto cerrado en Rn se produce como el conjunto de soluciones de f−1(0) para alguna función suave f:Rn → R |

Cualquier curva parametrizada también se puede definir como una curva implícita, y la clasificación de los puntos singulares de las curvas se puede estudiar como una clasificación de puntos singulares de una variedad algebraica.

## Tipos de puntos singulares
Algunas de las posibles singularidades son:
- Un punto aislado:  x2 + y2 = 0, un acnodo
- Punto de cruce: x2 - y2 = 0, un crunodo
- Cúspide: x3 - y2 = 0
- Cúspide rhamphoide: x5 − y2 = 0.
- Tacnodo: x4−y2 = 0